# Джонсон, Тайлер (хоккеист)
Та́йлер Джо́нсон (англ. Tyler Johnson; 29 июля 1990, Спокан, Вашингтон, США) — американский хоккеист, центральный нападающий клуба Национальной хоккейной лиги «Бостон Брюинз». В составе «Тампа-Бэй Лайтнинг» дважды завоевал Кубок Стэнли в 2020 и 2021 годах.

## Карьера
В 2005 году выбран в 11-м раунде драфта Западной хоккейной лиги (WHL) клубом «Спокан Чифс», в котором играл с 2007 по 2011 годы. В составе «Спокана» выиграл Кубок Эда Чиновета и Мемориальный кубок в 2008 году, а также был признан самым ценным игроком плей-офф WHL в том же году.
В 2011 году подписал контракт новичка с клубом «Тампа-Бэй Лайтнинг». Сезон 2011/2012 провёл за команду «Норфолк Эдмиралс» из АХЛ, был признан игроком месяца в марте 2012 года. В сезоне 2012/2013 играл за «Сиракьюс Кранч», а 14 марта 2013 года дебютировал в НХЛ в матче «Тампа-Бэй Лайтнинг» против «Нью-Йорк Айлендерс». Дебютный гол забил 16 марта 2013 в ворота «Каролины». С сезона 2013/2014 является игроком основного состава «Тампы». В мае 2014 года продлил контракт на 3 года на $ 10 млн.
В октябре 2014 тренер «Молний» Джон Купер объединил в одну тройку Джонсона, Никиту Кучерова и Ондржея Палата. Звено сразу же стало показывать отличное взаимодействие и высокую результативность, все трое нападающих вышли в число лидеров клуба и лиги по показателям результативности и полезности. В НХЛ это звено получило название «Тройняшки» (англ. The Triplets). 25 января 2014 года оформил свой первый хет-трик в НХЛ. 18 мая 2015 сделал хет-трик в ворота «Нью-Йорк Рейнджерс», который стал первым хет-триком в плей-офф как для игрока, так и для его клуба. 6 июня 2015, во втором матче финала Кубка Стэнли Джонсон забивает свою 13-ю шайбу в плей-офф 2015 и устанавливает новый клубный рекорд по количеству голов в одном розыгрыше Кубка Стэнли, который до этого принадлежал совместно Брэду Ричардсу и Руслану Федотенко. С 13 шайбами стал лучшим снайпером плей-офф 2015 и лучшим бомбардиром с 23 очками разделив первое место с Патриком Кейном.
Летом 2017 года продлил контракт с «Тампой» на 7 лет на сумму $ 35 млн.
28 сентября 2020 года стал обладателем Кубка Стэнли. 11 января 2021 года «Тампа» выставила игрока на драфт отказов с целью разгрузить платёжную ведомость, однаго его ни один клуб оттуда не забрал . 27 июля 2021 года был обменян в «Чикаго Блэкхокс».
5 ноября 2024 года в качестве свободного агента подписал однолетний контракт с «Бостон Брюинз» на сумму $775.000.

## Награды и достижения
| Приз                                           | Год                  |        |
| ---------------------------------------------- | -------------------- | ------ |
| WHL                                            |                      |        |
| WHL плей-офф MVP                               | 2008                 |        |
| Кубок Эда Чиновета                             | 2008                 |        |
| Мемориальный кубок                             | 2008                 |        |
| Первая сборная всех звёзд Западной конференции | 2011                 |        |
| Лучший снайпер регулярного сезона (53 гола)    | 2011                 |        |
| «Брэд Хорнанг Трофи»                           | 2011                 |        |
| Лучший игрок Западной конференции              | 2011                 | [ 12 ] |
| АХЛ                                            |                      |        |
| Сборная новичков                               | 2012                 |        |
| Кубок Колдера                                  | 2012                 |        |
| Первая сборная Всех звёзд                      | 2013                 |        |
| Матч всех звёзд                                | 2013                 |        |
| «Уилли Маршалл Эворд»                          | 2013                 |        |
| «Лес Каннингэм Эворд»                          | 2013                 |        |
| «Президентс Эвордс»                            | 2013                 |        |
| НХЛ                                            |                      |        |
| Сборная новичков                               | 2014                 | [ 13 ] |
| Матч всех звёзд                                | 2015                 | [ 14 ] |
| Президентский Кубок                            | 2019                 |        |
| Приз принца Уэльского                          | 2015, 2020, 2021 (3) |        |
| Кубок Стэнли                                   | 2020, 2021           |        |